# Grupo de Tareas 3.3

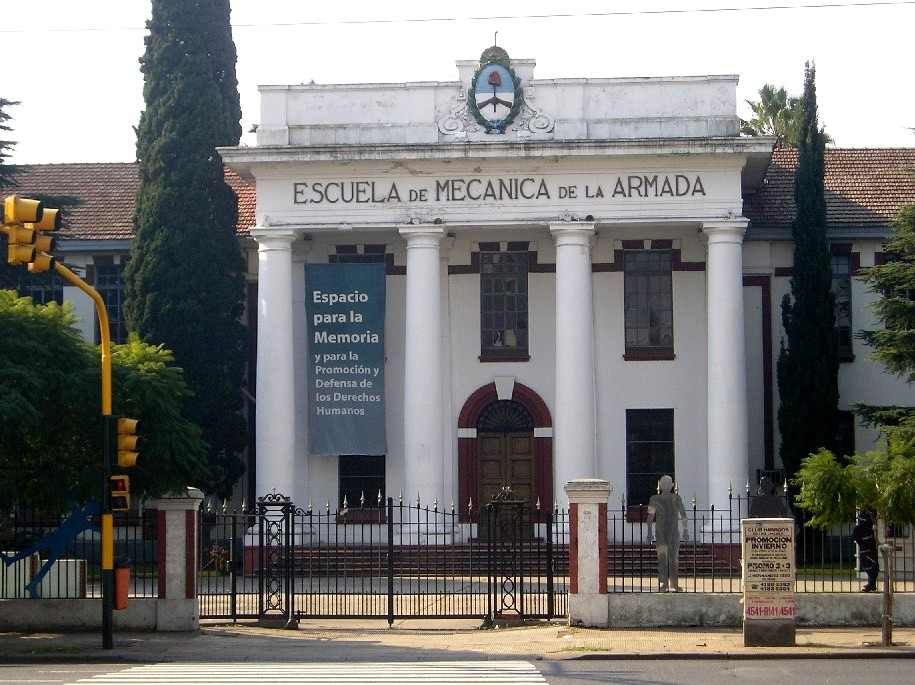
ESMA

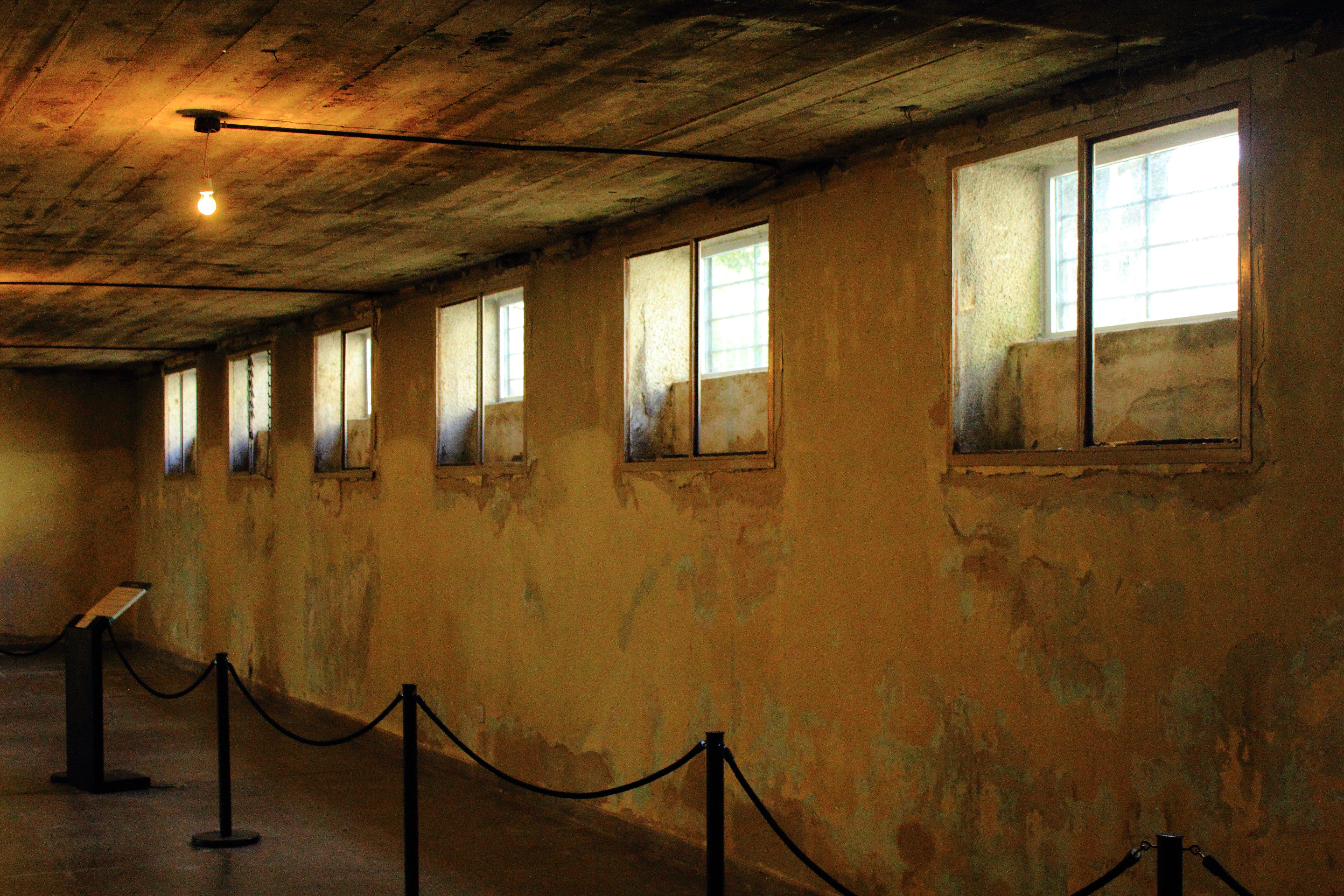
Sótano del Casino de Oficiales donde funcionaba el CDD.

El Grupo de Tareas 3.3 (GT 3.3) fue el grupo de tareas de la Armada Argentina a cargo del centro clandestino de detención de la ESMA (Escuela de Mecánica de la Armada), durante el terrorismo de Estado de la dictadura militar autodenominada Proceso de Reorganización Nacional (1976-1983). La ESMA fue el mayor centro clandestino de tortura y extermino de Argentina. Los delitos de lesa humanidad incluyen secuestro, tortura y desaparición, así como robo de bebés. Por ello muchos de los miembros tuvieron juicio y condena.
El GT 3.3, componente de la Fuerza de Tareas 3 (FT 3), estaba a cargo del contraalmirante Rubén Chamorro, director de la ESMA. Estaba sub-dividida en UT 3.3.1 y 3.3.2. La Escuela, ubicada en Av. del Libertador de Ciudad de Buenos Aires, era dependiente de la Dirección de Personal Naval del Estado Mayor.

## Historia
La Armada Argentina tiene una estructura administrativa que subordina a sus unidades según la organización vigente. Sin embargo, en tiempos de conflicto, despliega una estructura operativa que puede coexistir con la administrativa en tanto esta no afecte el cumplimiento de la misión operativa. El ordenamiento represivo a partir de 1975 estuvo reglado en el Plan de Capacidades de la Armada 1975 (PLACINTARA/75), que estableció la organización de las unidades navales en once fuerzas de tareas (FT) para poder «ampliar sus áreas de control, desplegarse en territorio y realizar operaciones en lo que las Fuerzas Armadas denominaron “lucha contra la subversión”».
Cada fuerza de tareas se componían por distintas unidades de la Armada, incluyendo en algunas oportunidades unidades de la Prefectura Naval Argentina, y dependían en forma directa del Comando de Operaciones Navales (COOP). El modo y la profundidad de las acciones por desarrollar se establecieron en función de la composición, capacidad y tareas asignadas a cada una de las fuerzas, así como también por posición geográfica, problemas zonales particulares, cercanía con el Ejército y jurisdicciones asignadas.

## Organización
En la década de 1970, la Escuela de Mecánica de la Armada (ESMA) era un instituto de formación y perfeccionamiento de la Armada Argentina ubicado en un predio de Buenos Aires rodeado por la avenida del Libertador, la calle Pico, la avenida Leopoldo Lugones y la avenida Comodoro Rivadavia. El 21 de noviembre de 1975, el Comando de Operaciones Navales de la Armada Argentina publicó el Plan de Capacidades de la Armada, que estableció la creación de once fuerzas de tareas con el objeto de incrementar la capacidad de operaciones de la fuerza naval. Dichas fuerzas de tareas estaban integradas por unidades de la Armada y algunas de la Prefectura Naval Argentina y respondían directamente al Servicio de Inteligencia Naval (a inicios del Proceso de Reorganización Nacional en 1976 a manos de Eduardo Osvaldo Invierno), dependiente del comandante de Operaciones Navales. Asimismo, la unidad 3.3 se subdividía en dos: las Unidades de Tareas 3.3.1 y 3.3.2. A partir de ese momento, la Escuela continuaría con la formación del personal mientras que iniciaba su participación en la autodenominada «lucha contra la subversión».
El GT 3.3 se organizaba en un comandante —que era el propio director de la Escuela— y un Estado Mayor compuesto por cinco oficiales: un jefe de Personal, de Inteligencia, de Operaciones, de Logística y un jefe del Estado Mayor. El EM también se integraba por militares que comandaban las compañías que realizaban los operativos.
El Grupo de Tareas funcionaba principalmente a través de la División-Compañía Ceremonial, Vigilancia y Seguridad, dependiente del Departamento General de la Dirección de la ESMA. Este elemento se organizaba en la Compañía A, la Compañía B y la Policía Militar (PM). El oficial al mando de la División también conducía la División Adiestramiento de la Escuela.
El PLACINTARA/75 permitía el aumento de los efectivos de las fuerzas de tareas o sus subunidades mediante la conveniente distribución de los efectivos. Otra forma de hacerlo eran las comisiones, que consistían en la incorporación temporal de efectivos prescindibles en sus unidades de origen. Las mismas podían ser colectivas —compañías o secciones— o individuales. Las comisiones en el GT 3.3 eran del segundo tipo. Esta unidad tuvo en comisión a personal de otras unidades de la Armada, del Ejército Argentino o bien la Policía Federal Argentina.
A partir de 1979, el Grupo de Tareas 3.3 comenzó a incorporar a oficiales de la Jefatura de Inteligencia (JEIN) bajo la denominación de «adscrito JEIN». Para 2015, las investigaciones habían determinado que varios oficiales que estaban en el GT 3.3 pasaron a la JEIN.
La participación de la ESMA en lo que las Fuerzas Armadas llamaron “lucha contra la subversión” se pudo evidenciar a través de diferentes fuentes, como testimonios de sobrevivientes, testigos y familiares y documentación de los archivos de las Fuerzas Armadas y Fuerzas de Seguridad. A partir de la investigación del Equipo de Relevamiento y Análisis documental de los Archivos de las Fuerzas Armadas del Ministerio de Defensa, se aportó en la reconstrucción represiva del GT 3.3, así como también en la estructura de la aviación navales, conocida como los vuelos de la muerte.

## Miembros
Este grupo de tareas estaba integrado originariamente por una docena de oficiales pero, como sus responsabilidades crecieron y sus actividades fueron aumentando, luego se incorporó más personal con lo cual llegó a tener autonomía operativa y pasó a depender en forma directa del Comandante en Jefe del Arma, el entonces capitán de navío y más tarde contraalmirante, Rubén Jacinto Chamorro cuyos nombres de guerra eran «Delfín» y «Máximo».
Los miembros eran aproximadamente unas cincuenta personas entre quienes figuraban:
- Alfredo Ignacio Astiz
- Jorge Eduardo "El Tigre" Acosta
- Juan Antonio Azic
- Carlos Capdevilla
- Ricardo Cavallo
- Adolfo Donda
- Juan Carlos Fotea Dineri
- Manuel García Tallada
- Gustavo Alberto Lynch Jones
- Jorge Luis Magnacco
- Oscar Montes
- Jorge Enrique Perrén (hijo)
- Antonio Pernías
- Jorge Rádice
- Juan Carlos Rolón
- Néstor Savio
- Sergio Tabano
- Jorge Vildoza
- Ernesto Frimón Weber
- Gonzalo Sánchez
- Raúl Scheller

Todos fueron beneficiados por el indulto o por la ley de obediencia debida y algunos de ellos volvieron a ser juzgados y condenados en 2011, 35 años después de los hechos.

## Modo de proceder
El comandante en jefe de la Armada, almirante Emilio Eduardo Massera, participó personalmente en los primeros operativos clandestinos del GT 3.3 con el nombre de guerra «Negro» o «Cero» para demostrar su compromiso con la tarea asignada a sus oficiales.
Respondía las órdenes de Rubén Chamorro pero en la práctica estaba dirigido por el capitán de corbeta Jorge Acosta. Tenía un esquema de verticalidad jerárquica muy estricto.
La estructura del grupo constaba de tres sectores diferenciados:
- Inteligencia
- Operaciones
- Logística

El área geográfica de operaciones del GT 3.3.2 fue desde su comienzo la zona norte del Gran Buenos Aires y la Capital Federal, aunque ocasionalmente operaron en otros lugares del país e incluso en el exterior.

### Secuestros
Cuando se reunían datos suficientes como para realizar un secuestro, éstos eran comunicados al jefe de Operaciones quien convocaba a los miembros del grupo de tareas designado para operar, la llamada «patota». Ellos tenían a su cargo la planificación y la ejecución de los secuestros, el robo de los bienes de las víctimas, realizaban los interrogatorios con torturas, y se ocupaban de los traslados y asesinatos.
Los agentes del grupo se desplazaban en automóviles no identificados como el famoso Falcon verde sin chapa cuya sola presencia aterrorizaba a los transeúntes. Antes de ingresar a la ESMA informaban por transmisores el resultado del operativo con claves convenidas para que se pusiera en funcionamiento el aparato interno preparado para recibir a la víctima.
A todos los detenidos les hacían firmar un papel en el cual decían que se habían entregado voluntariamente y les dictaban cartas diciendo que habían participado en la organización Montoneros o que habían estado vinculados con gente que participaba en ese movimiento.

### Reducción a la servidumbre
Además este grupo fue el encargado de llevar a cabo un proyecto de Massera que tenía por objetivo captar la adhesión de un grupo de prisioneros denominado «proceso de recuperación». Este proceso consistía en «recuperar» a algunos de los secuestrados para reintegrarlos a los «valores occidentales y cristianos», utilizando operaciones de acción psicológica y las capacidades de los detenidos mediante la reducción a servidumbre. Este grupo de prisioneros eran llamados el «mini staff».
El «ministaff» trabajaba en la «Pecera». La «Pecera» era una serie de oficinas que habían construido con paneles, paneles divisorios que tenían un vidrio que permitía ver de adentro hacia afuera y de afuera hacia adentro, ese era el lugar donde trabajaban parte de los detenidos en la Escuela de Mecánica de la Armada, un espacio armado con separadores transparentes del lado norte del edificio.
Esto respondía a un proyecto político personal político y personal de Massera que pretendía tratar de contrarrestar la imagen negativa del país en Europa.
Los hombres y mujeres no eran seleccionados para este proyecto por haberse quebrado o haber colaborado con los torturadores como alguno sostienen, sino por sus estudios, capacidades personales o nivel intelectual. No era algo que los prisioneros pudieran elegir. Había tipeadores, redactores, fotógrafos, periodistas, traductores, bibliotecarios, archivistas. El que los dirigía era Juan Rolón. Trabajaban como mano de obra esclava en funciones de mantenimiento como plomería, electricidad o carpintería y para cubrir tareas administrativas como la elaboración de resúmenes informativos, transcripción de los interrogatorios bajo tormento, recopilación de recortes periodísticos, desgrabación de intervenciones telefónicas, clasificación de los objetos robados en los operativos y toma de fotografías.

### Violencia sexual
En el centro clandestino de detención las detenidas fueron violadas sistemáticamente.
Las mujeres seleccionadas para el ministaff fueron utilizadas también como esclavas sexuales.
Ellas eran percibidas por el resto de los prisioneros como «amantes» de los integrantes del grupo de tareas y «traidoras». Años más tarde, algunas de las que lograron sobrevivir, testimoniaron en los juicios y relataron cómo eran brutalmente violadas por los oficiales y suboficiales.
Según Raúl Scheller, alias el «Pinguino», Jorge Acosta había dado la orden expresa de violar a todas las mujeres. Esto formaba parte de un plan sistemático de terrorismo y violencia sexual para quebrarlas. El sexo era utilizado como una forma de disciplinamiento. Incluso una vez, a todas las mujeres del «ministaff», les hicieron, en el sótano, una revisación ginecológica, con el médico Jorge Luis Magnacco, por temor a una epidemia de gonorrea.

### Saqueos y robos
El producto de los saqueos de las casas de los secuestrados era depositado en un «pañol», en el cual se distribuían el «botín de guerra». En el sótano funcionaban un taller de diagramación, un taller de elaboración de documentación falsa, un laboratorio fotográfico, una enfermería, un taller de mantenimiento que se denominaba la «Perrada», los cuartos de tortura, algunos cuartos donde a veces se mantenían los prisioneros que recién llegaban, el laboratorio de audiovisuales y una imprenta. En la imprenta el grupo de tareas 3.3.2 fabricaba documentación falsa, cédulas de identidad falsas, DNI (documentos nacionales de identidad) falsos, registros de conductor falsos y falsificaban hasta boletas de hoteles a la vuelta de sus viajes para cobrar estadías en lugares donde en realidad no habían permanecido.
Cuando se incorporó la metodología de la defraudación mediante la falsificación de la firmas de los títulos de propiedad de los prisioneros se estableció una «inmobiliaria». En la misma ponían a la venta todas las propiedades de los secuestrados.

### Nacimientos en cautiverio
Las embarazadas eran atendidas en los partos por los médicos Carlos Capdevilla y Jorge Luis Magnacco o por la detenida Sara Solarz de Osatinsky, viuda de Marcos Osatinsky, quien fuera violada por Héctor Febres, el encargado de llevarse a los bebés.

### Víctimas

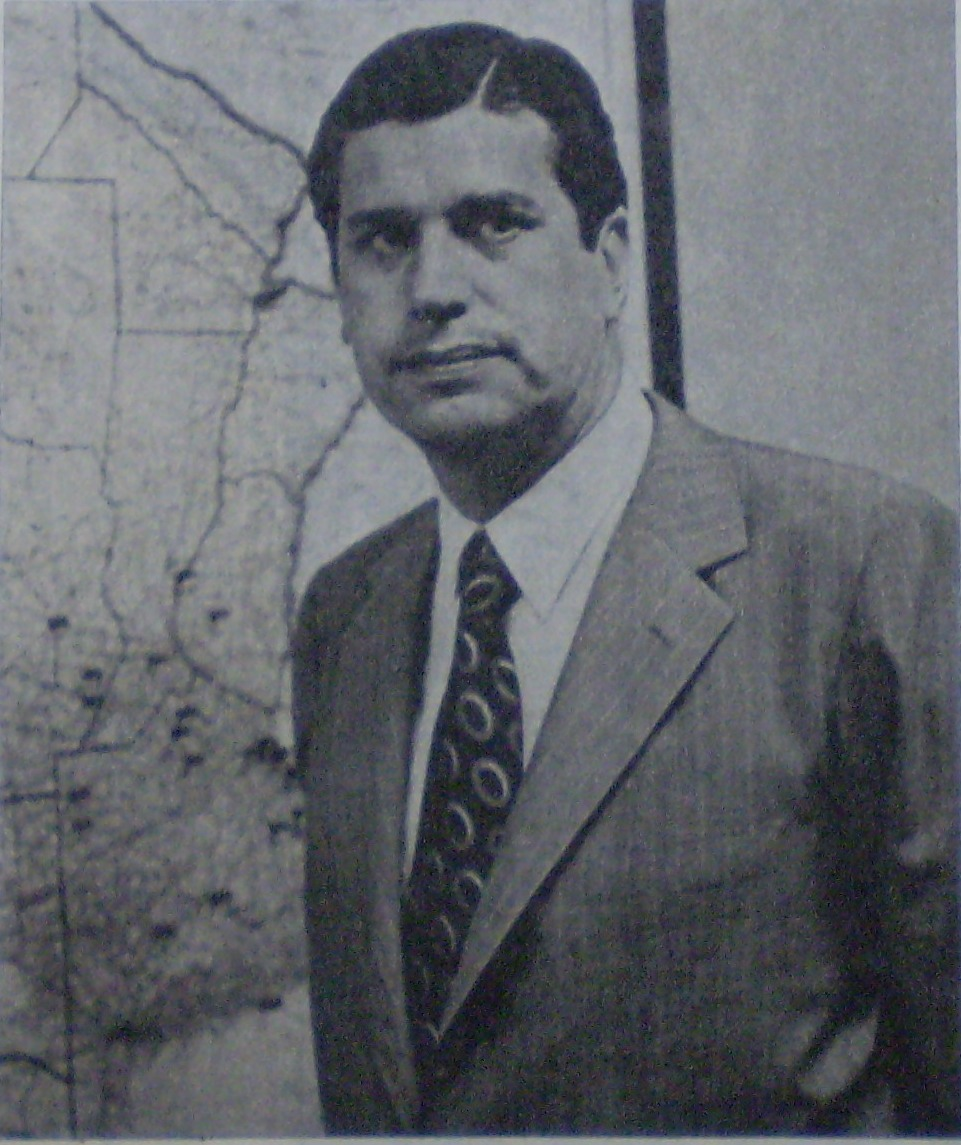
Embajador Héctor Hidalgo Solá, asesinado por el grupo de tareas 3.3.2

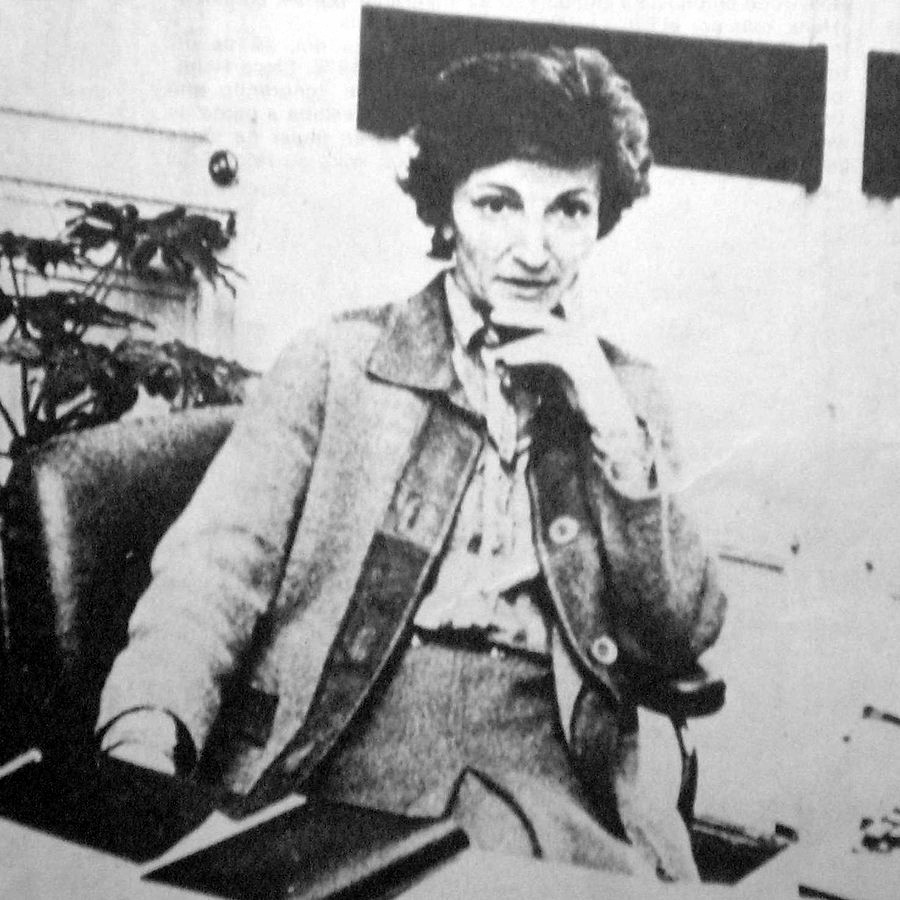
Elena Holmberg, diplomática asesinada por el grupo de tareas 3.3.2

El Grupo de tareas 3.3.2 fue el responsable del secuestro y asesinato de los doce desaparecidos de la Iglesia de la Santa Cruz, del periodista Rodolfo Walsh, de las fundadoras de Madres de Plaza de Mayo, Azucena Villaflor, Esther Ballestrino y María Ponce, de las monjas francesas Léonie Duquet y Alice Domon, de la sueca Dagmar Hagelin, de Norma Arrostito, de Marcelo Dupont, de Ángela Auad, de la Masacre de San Patricio y los asesinatos de los curas palotinos Pedro Duffau, Salvador Barbeito, Alfredo Kelly, Alfredo Leaden y José Barbeti.
La captura y asesinato del embajador en Venezuela, Héctor Hidalgo Solá, fue la primera de las operaciones del grupo de tareas 3.3.2 contra diplomáticos argentinos que no tenían ninguna relación con la guerrilla o lo que los militares llamaban la «subversión». La segunda operación fue el secuestro y asesinato de la diplomática Helena Holmberg.
La desaparición de Dagmar Hagelin y las monjas francesas Léonie Duquet y Alice Domon tuvieron un gran impacto en la opinión pública mundial y se constituyeron como casos testigo para el conocimiento en el exterior del estado de violación masiva de derechos humanos que se estaba produciendo en la Argentina durante la dictadura.
También fue el responsable de la detención ilegal de Mercedes Carazo y Miriam Lewin, quienes lograron sobrevivir y prestaron testimonio.

## Juicio
La investigación del secuestro del abogado mendocino Conrado Gómez permitió encontrar pruebas decisivas para procesarlos ya que una resolución de la Sala II de la Cámara Federal excluyó al robo de los bienes de los desaparecidos de los beneficios de la obediencia debida.
En 2005 se anularon las leyes de Obediencia Debida y Punto Final, hecho que permitió la reanudación de los procesos contra los militares acusados durante el juicio a las juntas. En 2009, con la reapertura de los juicios por crímenes de lesa humanidad. Este fue el primer juicio por los crímenes cometidos en la ESMA. Este juicio es conocido como Megacausa ESMA.
El Tribunal Oral Federal N.º 5 (TOF 5) juzgó a 18 represores procesados.
Alfredo Astiz, Jorge Acosta, Ricardo Cavallo, Adolfo Donda, Antonio Pernías, Jorge Rádice, Juan Antonio Azic, Raúl Scheller, Alberto González (represor), Néstor Savio, Julio César Coronel, Ernesto Weber, Oscar Antonio Montes, Manuel García Tallada, Juan Carlos Fotea, Carlos Capdevilla, Juan Carlos Rolón y Pablo García Velazco volvieron al banquillo de los acusados.
El número de la causa fue el 1270 y acumuladas y fue considerado el mayor proceso desde la anulación de las leyes de Obediencia Debida y Punto Final.

El juicio, que formó parte de uno de los tramos en que se dividió la llamada Megacausa ESMA, empezó el 11 de diciembre de 2009. La fiscalía solicitó prisión perpetua para 14 de los acusados.
Este juicio fue considerado de alto valor simbólico porque muchos de los hechos ya se conocían y habían sido denunciados y analizados durante el Juicio a las Juntas pero hubo que esperar 20 años para poder juzgarlos.

## Condena
El juicio oral duró dos años. En el mismo se presentaron 160 testigos, entre ellos 79 ex detenidos desaparecidos de la ESMA.
El 26 de octubre de 2011 todos los acusados fueron condenados, excepto Juan Carlos Rolón y Pablo García Velazco, por el Tribunal Oral Federal N.º 5 integrado por los jueces Germán Castelli, Ricardo Farías y Daniel Obligado por delitos de lesa humanidad que fueron los de privación ilegítima de libertad, aplicación de tormentos, robo y homicidios.
Juan Carlos Rolón y Pablo García Velazco fueron absueltos pero no recuperaron la libertad por estar imputados en otras causas por delitos de lesa humanidad.
Los sentenciados apelaron y dicha condena fue confirmada el 23 de abril de 2014 por la Cámara Federal de Casación Penal.
En el proceso oral se debatieron dos posiciones doctrinales: la representada por todas las acusaciones populares y particulares incluidas las representadas por los letrados Carmen Lamarca Pérez, Manuel Ollé Sese, Jaime Sanz de Bremond y Mayans, José Luis Galán Martín, Juan Puig de la Bellacasa y Carlos Slepoy Prada que defendió el tipo penal de "genocidio y terrorismo" y la no aplicación del derecho internacional recurriendo, incluso, ante la Sala Penal del Tribunal Supremo la sentencia de la Audiencia Nacional. Mientras que la representada por el letrado Antonio Segura que contaba con el asesoramiento del Equipo Nizkor, defendía que los hechos probados debían ser calificados como "crímenes contra la humanidad" y debía aplicarse el derecho internacional. Tanto la Sección Tercera de la Sala de lo Penal de la Audiencia Nacional, como el Pleno Jurisdiccional de la Sala Segunda del Tribunal Supremo, confirmaron que los hechos probados se corresponden con el tipo penal de "crímenes contra la humanidad", cerrando así un debate que duró once años.